# 山宕村
山宕村是浙江省湖州市吳興區埭溪鎮下辖的一个行政村，地處埭溪鎮東北部邊緣，平均海拔200米，全村總面積2.5平方公里，轄6個村民小組，擁有耕地271畝、林地3184畝，林地占總面積的84%，森林覆蓋率85%，是一個典型的山區村。
全村總人口763人，農戶185戶，60%以上村民在外從事副業，騾子運輸、掃帚等形成專業，達到一定規模。

## 外部連結
- 吳興區埭溪鎮山宕村[永久]